# Chupinazo

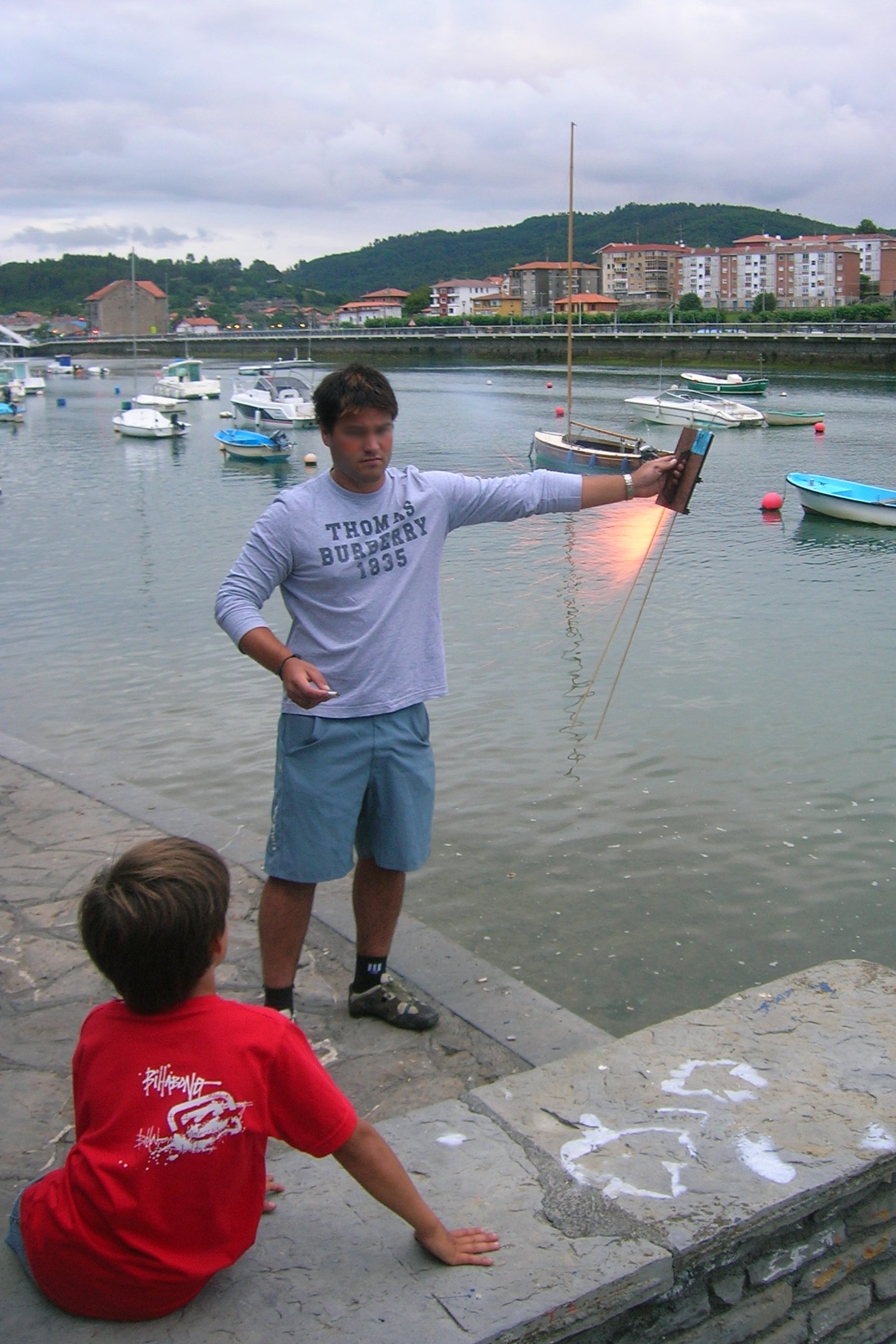
Chupinazo en fiestas de San Antolín, en Plencia, Vizcaya, España.

El término chupinazo se refiere al lanzamiento de un cohete para señalar el inicio de una fiesta, un espectáculo u otro acontecimiento.

## En Pamplona
El chupinazo más famoso es el que se lanza el día 6 de julio de cada año a las doce del mediodía desde el balcón de la Casa Consistorial de Pamplona para señalar el inicio de las fiestas de San Fermín o Sanfermines. Congrega gran número de público y se suele retransmitir en directo por televisión. 
Hasta el inicio del siglo XX se entendía que las fiestas se iniciaban con la Marcha a Vísperas en la tarde del día 6 de julio. Desde 1901 al tradicional repique de campanas a mediodía se une al disparo de cohetes en la plaza del Castillo por parte de la empresa pirotécnica contratada por el Ayuntamiento para ocuparse de los fuegos artificiales y se pasa a considerar que las fiestas arrancan a las 12. El acto progresivamente va convocando más público, y en 1931 Juan Echepare Aramendía, un estanquero y dirigente republicano, pide que le dejen prender la mecha del cohete, lo que hará hasta 1935 (como destacado dirigente de Izquierda Republicana fue fusilado en 1936, al inicio de la guerra civil española). En 1939, tras la pausa provocada por la guerra, el chupinazo es disparado por Joaquín Ilundáin, que sería teniente de alcalde unos meses después, y que repite en 1940. Ese año Ilundáin y el periodista José Mª Pérez Salazar, ambos colaboradores del periódico falangista Arriba España[cita requerida], proponen al alcalde darle más solemnidad y disparar desde el año siguiente los cohetes desde la Casa Consistorial. Desde 1941 dispara el chupinazo un concejal, como regla general, aunque en ocasiones se ha hecho excepción de esta norma. Hasta 1979 lo hizo el presidente de la comisión de fiestas, y desde ese año se va rotando entre los diversos grupos políticos.

## En Zaragoza
En las Fiestas del Pilar se lanza un cohete o chupinazo desde el balcón del ayuntamiento marcando así el inicio de las celebraciones. Tradicionalmente se produce tras la lectura de un pregón por parte de alguna personalidad célebre relacionada con la ciudad. 

## En Logroño
A las 12 de la mañana del día 20 de septiembre tiene lugar el lanzamiento del chupinazo o cohete anunciador de las fiestas de San Mateo. Desde un balcón del ayuntamiento el alcalde lee un discurso y enciende la mecha del cohete acompañado de los vendimiadores mayores de las fiestas. La plaza del ayuntamiento está abarrotada de gente disfrutando del DJ, las charangas, y la procesión de los gigantes. Desde 2007 existe un cordón policial que impide la introducción de alcohol y sustancias que puedan manchar en la plaza. A lo largo de la historia el chupinazo se ha lanzado o bien el día 20 (día previo a San Mateo) o el sábado anterior al 21 de septiembre. El consistorio actual ha anunciado que durante los años 2016, 2017 y 2018 se celebrará el sábado previo al 21 de septiembre. En 2019, al caer el día de San Mateo en sábado, el chupinazo será por la tarde del viernes 20. En 2022, levantadas las restricciones por la Pandemia de COVID-19, sesentamil personas se dieron cita en la Plaza del Ayuntamiento de Logroño para, tras el cohete, entonar "Mi tierra es La Rioja, mi pueblo es Logroño", ya convertido en himno popular. 

## En Miranda de Ebro
A las 18 horas de la tarde, el público se congrega en el entorno del Puente de Carlos III y en la Plaza de España para dar comienzo a la fiesta en toda regla. En la Avenida de la Independencia se concentran los Bombistas Mayores de las cuadrillas para acompañar a la Resurrección del Bombo, símbolo de la fiesta que emerge de las aguas del río Ebro y que mediante un sistema de poleas es elevado por la Orden del Bombo hasta el interior del piso superior de las traseras de la Casa Palacio de los Urbina. Dicha Orden, junto con el presidente de la Cofradía, los Sanjuaneros Mayores y acompañados por el sonido de la percusión de los Bombistas Mayores, se encaminan al encuentro de San Juan del Monte, rodeando el entorno de la Plaza de España. Los del Santo son el grupo de personas encargadas de traer la talla de San Juan desde su ermita en el monte, que espera en la calle San Francisco a la comitiva. Los dos símbolos, San Juan del Monte y el Bombo, recorren la calle de La Fuente para hacer su entrada en una abarrotada Plaza de España. El Bombo accede al Ayuntamiento, desde cuyo balcón se producirá el Bombazo, momento en el que el Sanjuanero Mayor y la Sanjuanera Mayor hacen sonar el Bombo, que es contestado por los Bombistas Mayores. Esta es una explosión de júbilo y significa el inicio de la fiesta, en el que alrededor de 9.000 personas abarrotan la plaza y aledaños aguardando el momento al grito de ¡Ese Bombo! 4 Este acto, creado en 1977, se ha convertido en uno de los más representativos y queridos de las fiestas.

## En Vitoria

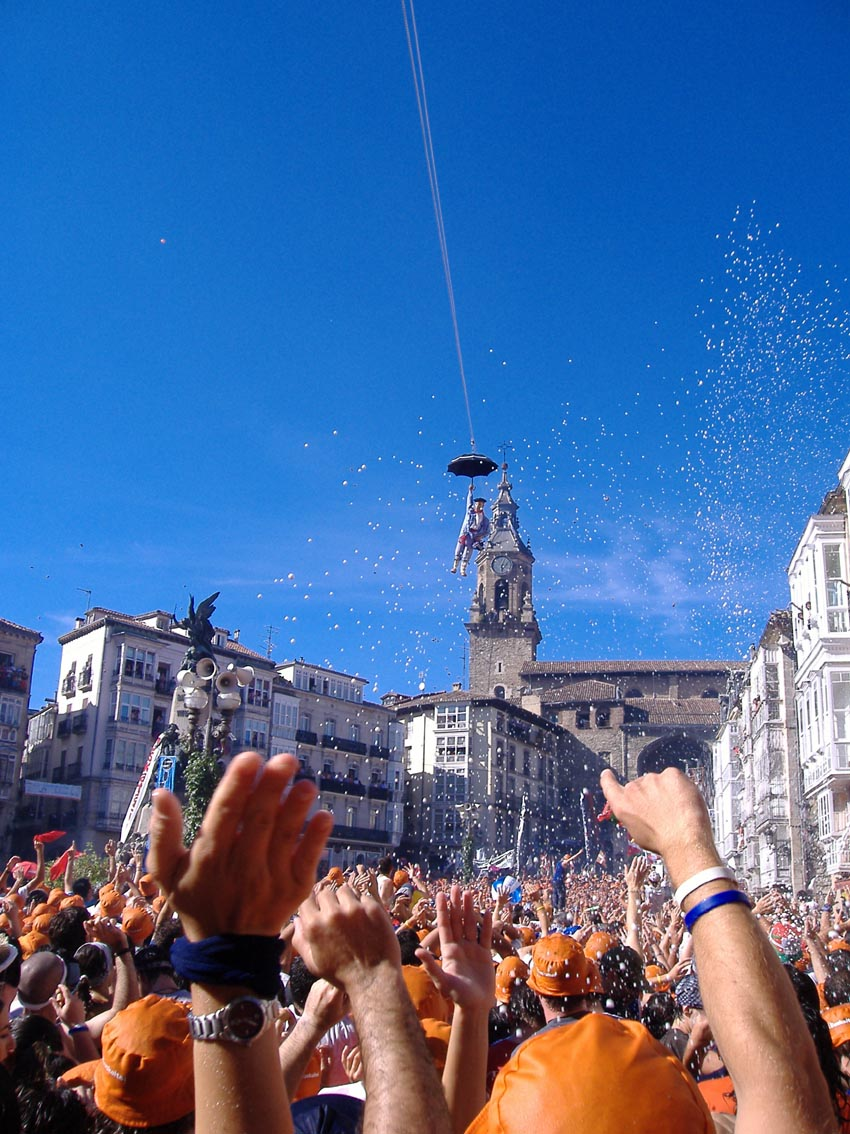
Bajada de Celedón, en Vitoria

En Vitoria, cada 4 de agosto a las seis de la tarde, el chupinazo que da comienzo a las fiestas en honor de la Virgen Blanca, se acompaña desde 1957 con la bajada de Celedón (un muñeco suspendido por una cuerda que baja con su paraguas abierto desde la torre de la iglesia de San Miguel ante una gran multitud que lo recibe encendiendo puros y abriendo botellas de champán).
Celedón llega a un balcón del que sale, ya convertido en humano para pasar en esta ocasión caminando entre la multitud. De ahí se dirige hasta la balconada de la Iglesia desde donde da un discurso alentando a todo el mundo a la diversión en las fiestas que comienzan.
Excepcionalmente, en 2021, en pleno confinamiento por COVID, la plaza estaba desierta a la hora del Chupinazo.
Plaza de la Virgen Blanca, durante el no-Chupinazo en 2021

## En Santander
Otro de los chupinazos más famosos y antiguo el cuando se lanza el 17 de julio para señalar las fiestas de Santiago en la Semana Grande de Santander.

## En Huesca
El 9 de agosto, víspera de San Lorenzo, se lanza desde el balcón del Ayuntamiento en la plaza de la Catedral el cohete anunciador, dando comienzo las "Fiestas de San Lorenzo" que finalizan el 15 de agosto.

## En Fraga
La semana del 12 de octubre se celebra el chupinazo -también llamado cohetasso- desde el balcón del ayuntamiento, con el que se inician las fiestas del pilar de Fraga. Es uno de los actos con más afluencia de público de estas fiestas, donde acuden miles de personas.

## En Bilbao
El sábado siguiente al 15 de agosto, se lanza el txupin o Txupinazo para dar inicio a la Semana Grande de Bilbao que es Patrimonio inmaterial de España y a la vez, una de las fiestas nacionales con más éxito.